# Karl M. Bengtson

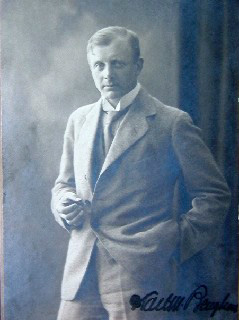
K. M. Bengtson

Karl Magnus Bengtson, född 7 maj 1878 i Steneby socken, Dalsland, död 11 februari 1935 i Göteborg, var en svensk arkitekt och byggmästare. 

## Liv och verksamhet
Efter studier vid Chalmers tekniska läroanstalt 1896–1906, där han var elev till Yngve Rasmussen, läste Bengtson vid Kunstgewerbeschule och Konstakademien i München där han hade Carl Milles som studiekamrat. Efter en tids resor och arkitektstudier i Italien återvände han till München och började som teaterarkitekt hos professor Martin Dülfer, vilken tidigare varit hans lärare. Därefter drev han verksamhet i Göteborg. Bengtson är begravd på Östra kyrkogården i Göteborg.

## Byggnadsverk i urval
- Flera teaterbyggnader i Tyskland, där han samarbetades med arkitekt Max Lithman
- Millesgården i Stockholm, 1916
- Lorensbergsteatern i Göteborg, 1916
- Läktarna vid fotbollsarenan Gamla Ullevi si taGöteborg, 1916
- Radhus i engelsk stil, Änggården i Göteborg
- , Stadshotellet, Trollhättan i samarbete med Yngve Rasmusen, 1916
- Hagens kyrka, i samarbete med Yngve Rasmussen, 1917
- Palladium, Alingsås, 1924
- Skogshyddan i Göteborg, 1925
- Villa Hagebo, Karl M Bengtsons privata sommarbostad, Stenungsund 1926
- St Jakobs metodistkyrka vid Heden i Göteborg, 1927
- Polishus vid Ånäsvägen–Falkgatan 7, Olskroken i Göteborg, 1932 [1]
- Sveriges paviljong på Chicagoutställningen, 1933
- Sjöfartsmuseet i Göteborg, 1933
- Sjömanstornet i Göteborg: ett monument över förlista sjömän under Första världskriget, 1933
- Hus i kvarteret Karl XII, Kommendantsängen, Göteborg:
  - Bostadshus vid Linnégatan 54, 56, 58 och 60 i Göteborg
  - Bostadshus vid Nordenskiöldsgatan 7B i Göteborg

## Bilder

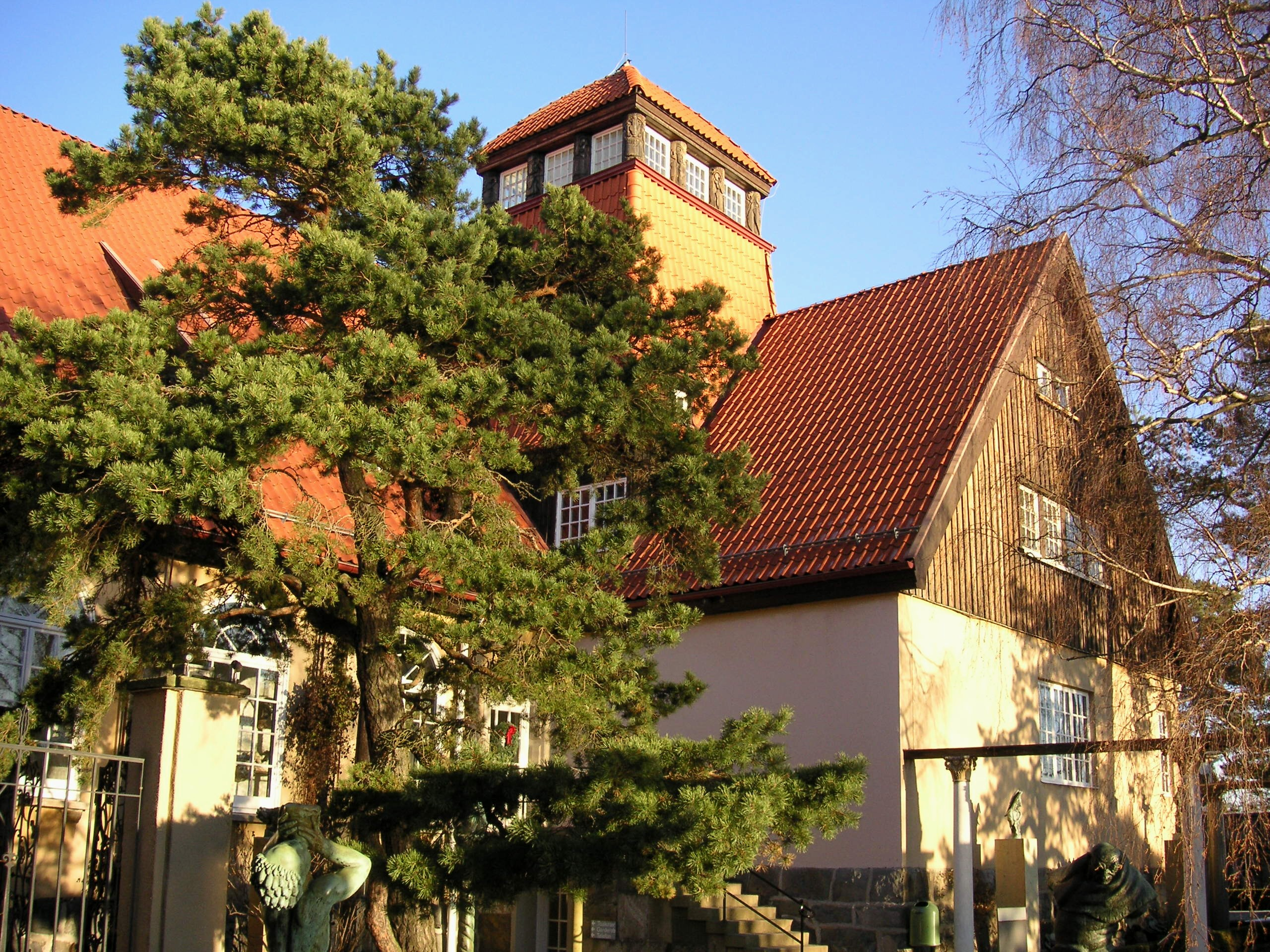
Millesgården
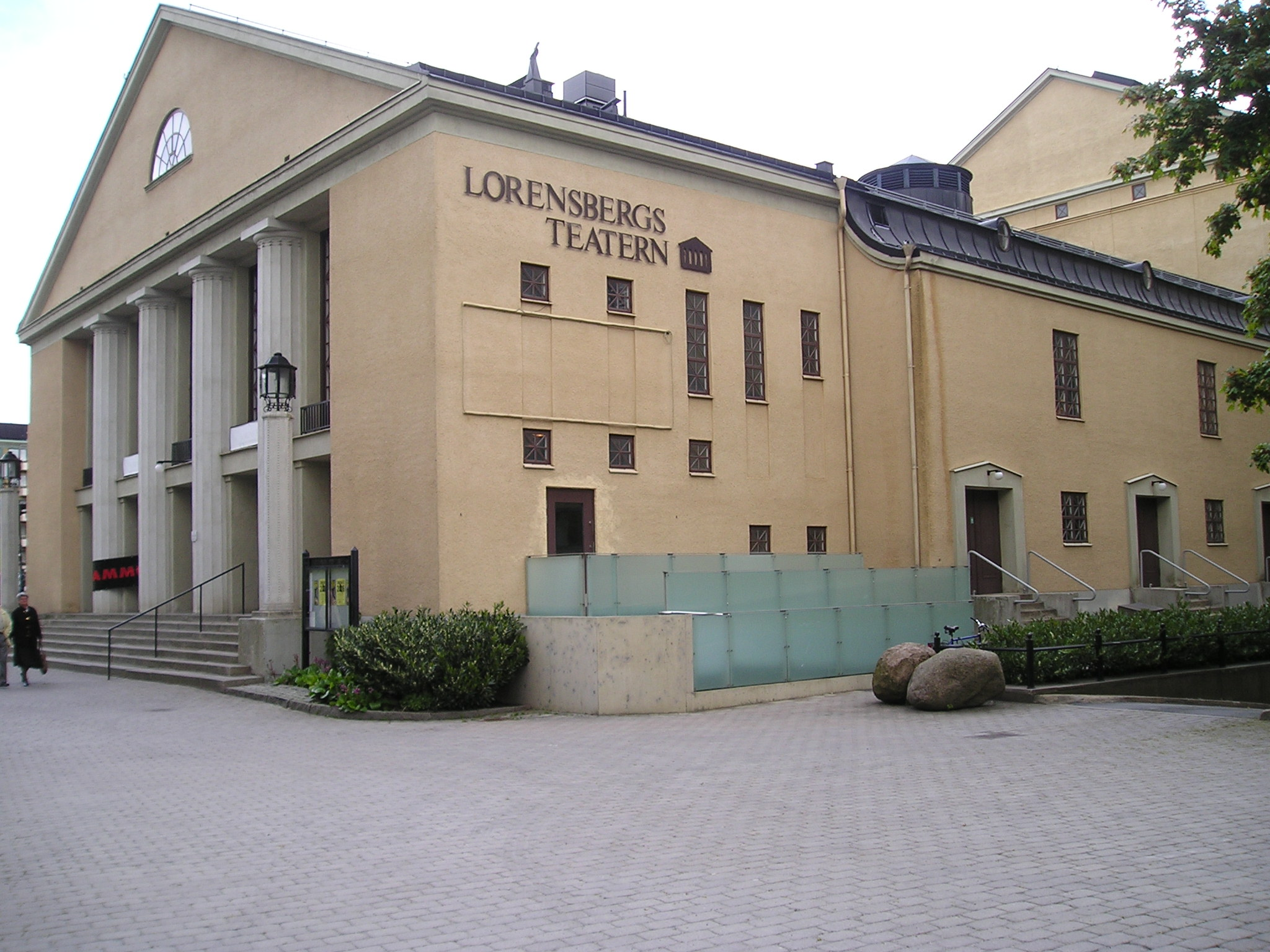
Lorensbergsteatern
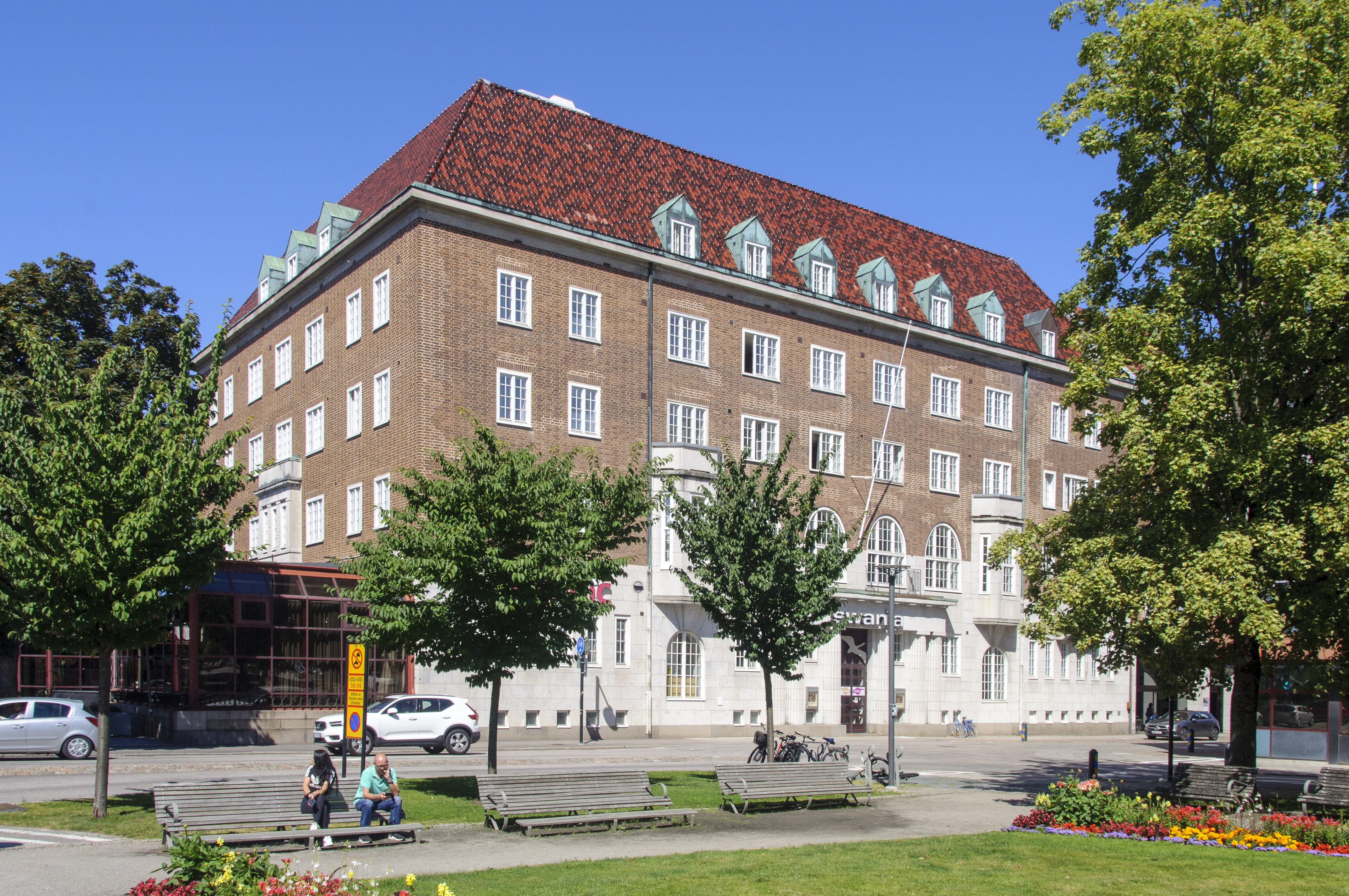
Trollhättans stadshus
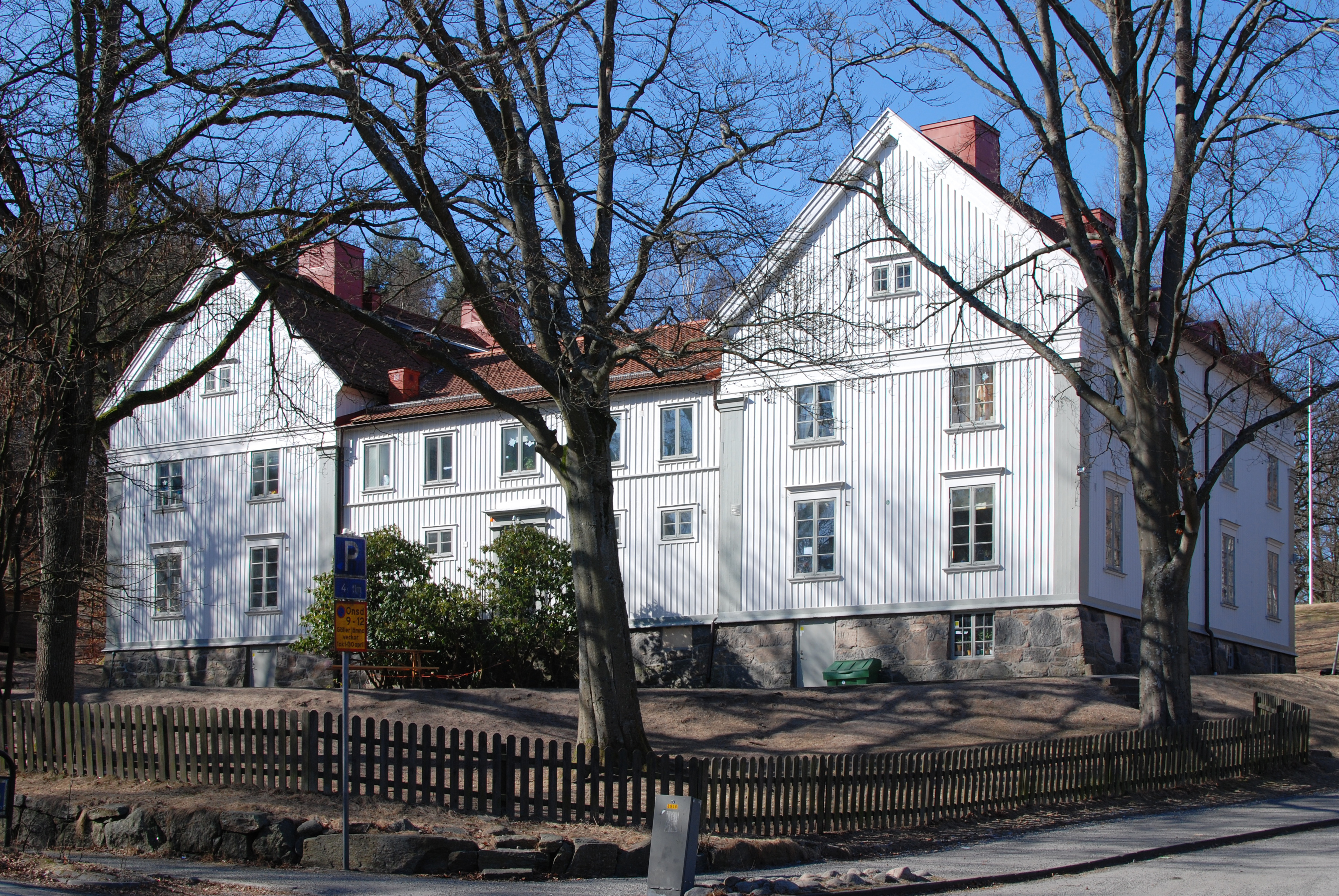
Skogshyddan
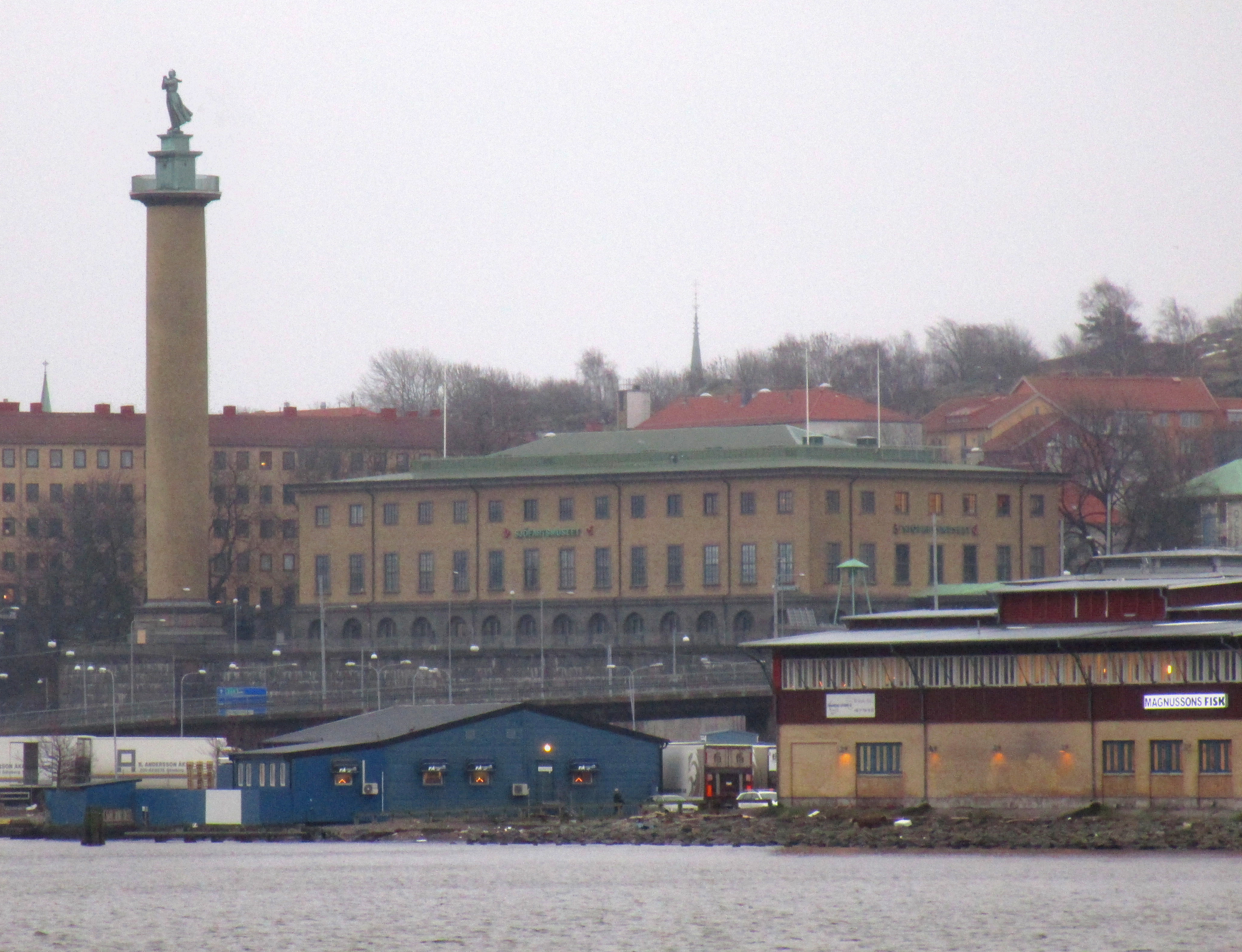
Sjöfartsmuseet